# Tricorne (fromage)
Pour les articles homonymes, voir Tricorne (homonymie).
Le Tricorne est un fromage de chèvre en forme de triangle produit en Nouvelle-Aquitaine.

## Terroir
Il est fabriqué dans le sud des Deux-Sèvres et au nord de la Charente-Maritime.